# Amt Einbeck
Das Amt Einbeck war ein historisches Verwaltungsgebiet des Königreichs Hannover bzw. der preußischen Provinz Hannover.

## Geschichte
Das Amt Einbeck entstand erst 1840 durch Verlegung des Amtssitzes des bisherigen Amts Grubenhagen (seit 1826 mit dem ehemaligen Amt Salzderhelden vereinigt) nach Einbeck, das zugleich in den Amtsbereich mit einbezogen wurde. 1859 wurde das bisherige Amt Erichsburg eingegliedert. 1885 wurde die Kreisverfassung eingeführt und das Amt zum Kreis Einbeck.

## Gemeinden
Bei seiner Auflösung (1885) umfasste das Amt folgende Gemeinden:
| - Amelsen (*) - Andershausen - Avendshausen - Buensen - Dassel (*) - Dassensen - Deitersen (*) - Dörrigsen - Drüber - Edemissen - Eilensen (*) | - Ellensen (*) - Erichsburg (*) - Hilwartshausen (*) [zur Hälfte] - Hollenstedt - Holtensen - Hoppensen (*) [nur Dorf] - Hullersen - Hunnesrück (*) - Iber - Immensen - Kohnsen | - Krimmensen (*) - Kuventhal - Lauenberg (*) - Lüthorst (*) - Mackensen (*) - Markoldendorf (*) - Negenborn - Odagsen - Portenhagen (*) - Relliehausen (*) | - Rengershausen - Rotenkirchen - Salzderhelden - Sievershausen (*) - Stöckheim - Strodthagen - Sülbeck - Vardeilsen - Volksen - Wellersen |

(*) Aus dem früheren Amt Erichsburg.
- Karte mit allen verlinkten Seiten:
- OSM |
- WikiMap

## Amtmänner
- 1841–1857: Carl Theodor Meyer, Amtmann
- 1857–1859: Alexander Otto Jacob Heise, Amtmann (auftragsweise)
- 1859–1862: Georg Carl August Wenckebach, Oberamtmann
- 1863–1868: Alexander Otto Jacob Heise, Amtmann